# 選抜高等学校野球大会 (沖縄県勢)
選抜高等学校野球大会における沖縄県勢の成績について記す。

## 大会結果
| 年度（大会）         | 選出校                       | 試合結果 | 試合結果                       | 成績     |
| -------------------- | ---------------------------- | -------- | ------------------------------ | -------- |
| 1960年（第32回大会） | 那覇（初出場）               | 1回戦    | ● 1 - 4 北海                   | 初戦敗退 |
| 1963年（第35回大会） | 首里（初出場）               | 1回戦    | ● 0 - 8 PL学園                 | 初戦敗退 |
| 1965年（第37回大会） | コザ（初出場）               | 1回戦    | ● 0 - 7 岡山東商               | 初戦敗退 |
| 1968年（第40回大会） | 沖縄（初出場）               | 1回戦    | ● 1 - 14 高岡商                | 初戦敗退 |
| 1969年（第41回大会） | 首里（6年ぶり2回目）         | 2回戦    | ● 0 - 12 広島商                | 初戦敗退 |
| 1970年（第42回大会） | 真和志（初出場）             | 1回戦    | ● 0 - 3 岐阜短大付             | 初戦敗退 |
| 1971年（第43回大会） | 普天間（初出場）             | 1回戦    | ○ 3x - 2 弘前                  | 2回戦    |
| 1971年（第43回大会） | 普天間（初出場）             | 2回戦    | ● 6 - 7 日大三                 | 2回戦    |
| 1972年（第44回大会） | 名護（初出場）               | 1回戦    | ● 1 - 3 松江商                 | 初戦敗退 |
| 1973年（第45回大会） | 前原（初出場）               | 1回戦    | ● 0 - 5 函館有斗               | 初戦敗退 |
| 1975年（第47回大会） | 豊見城（初出場）             | 1回戦    | ○ 3 - 0 習志野                 | ベスト8  |
| 1975年（第47回大会） | 豊見城（初出場）             | 2回戦    | ○ 4 - 2 日大山形               | ベスト8  |
| 1975年（第47回大会） | 豊見城（初出場）             | 準々決勝 | ● 1 - 2x 東海大相模            | ベスト8  |
| 1976年（第48回大会） | 豊見城（2年連続2回目）       | 1回戦    | ● 3 - 4 土佐                   | 初戦敗退 |
| 1977年（第49回大会） | 豊見城（3年連続3回目）       | 1回戦    | ○ 10 - 0 酒田東                | 2回戦    |
| 1977年（第49回大会） | 豊見城（3年連続3回目）       | 2回戦    | ● 0 - 10 箕島                  | 2回戦    |
| 1978年（第50回大会） | 豊見城（4年連続4回目）       | 1回戦    | ● 1 - 3 桐生                   | 初戦敗退 |
| 1981年（第53回大会） | 興南（初出場）               | 1回戦    | ● 1 - 3 印旛                   | 初戦敗退 |
| 1983年（第55回大会） | 興南（2年ぶり2回目）         | 1回戦    | ● 1 - 2x 上宮（延長10回）      | 初戦敗退 |
| 1986年（第58回大会） | 沖縄水産（初出場）           | 1回戦    | ● 1 - 3 上宮                   | 初戦敗退 |
| 1992年（第64回大会） | 読谷（初出場）               | 1回戦    | ● 11 - 18 仙台育英             | 初戦敗退 |
| 1994年（第66回大会） | 那覇商（初出場）             | 1回戦    | ● 0 - 6 高知商                 | 初戦敗退 |
| 1996年（第68回大会） | 沖縄水産（10年ぶり2回目）    | 1回戦    | ○ 6 - 3 姫路工                 | 2回戦    |
| 1996年（第68回大会） | 沖縄水産（10年ぶり2回目）    | 2回戦    | ● 3 - 4 智弁和歌山             | 2回戦    |
| 1997年（第69回大会） | 浦添商（初出場）             | 1回戦    | ● 2 - 4 育英                   | 初戦敗退 |
| 1998年（第70回大会） | 沖縄水産（2年ぶり3回目）     | 1回戦    | ● 2 - 4 浦和学院               | 初戦敗退 |
| 1999年（第71回）     | 沖縄尚学（31年ぶり2回目）    | 1回戦    | ○ 1 - 0 比叡山                 | 優勝     |
| 1999年（第71回）     | 沖縄尚学（31年ぶり2回目）    | 2回戦    | ○ 5 - 3 浜田                   | 優勝     |
| 1999年（第71回）     | 沖縄尚学（31年ぶり2回目）    | 準々決勝 | ○ 4 - 2 市川                   | 優勝     |
| 1999年（第71回）     | 沖縄尚学（31年ぶり2回目）    | 準決勝   | ○ 8 - 6 PL学園（延長12回）     | 優勝     |
| 1999年（第71回）     | 沖縄尚学（31年ぶり2回目）    | 決勝     | ○ 7 - 2 水戸商                 | 優勝     |
| 2001年（第73回大会） | 宜野座（21世紀枠・初出場）   | 2回戦    | ○ 7 - 2 岐阜第一               | ベスト4  |
| 2001年（第73回大会） | 宜野座（21世紀枠・初出場）   | 3回戦    | ○ 4 - 3 桐光学園               | ベスト4  |
| 2001年（第73回大会） | 宜野座（21世紀枠・初出場）   | 準々決勝 | ○ 4 - 2 浪速（延長11回）       | ベスト4  |
| 2001年（第73回大会） | 宜野座（21世紀枠・初出場）   | 準決勝   | ● 1 - 7 仙台育英               | ベスト4  |
| 2003年（第75回大会） | 宜野座（2年ぶり2回目）       | 2回戦    | ● 3 - 4 近江                   | 初戦敗退 |
| 2005年（第77回大会） | 沖縄尚学（6年ぶり3回目）     | 1回戦    | ○ 16 - 3 青森山田              | ベスト8  |
| 2005年（第77回大会） | 沖縄尚学（6年ぶり3回目）     | 2回戦    | ○ 6 - 1 西条                   | ベスト8  |
| 2005年（第77回大会） | 沖縄尚学（6年ぶり3回目）     | 準々決勝 | ● 2 - 3 神村学園               | ベスト8  |
| 2006年（第78回大会） | 八重山商工（初出場）         | 1回戦    | ○ 5 - 2 高岡商                 | 2回戦    |
| 2006年（第78回大会） | 八重山商工（初出場）         | 2回戦    | ● 6 - 7 横浜                   | 2回戦    |
| 2008年（第80回大会） | 沖縄尚学（3年ぶり4回目）     | 2回戦    | ○ 1 - 0 聖光学院               | 優勝     |
| 2008年（第80回大会） | 沖縄尚学（3年ぶり4回目）     | 3回戦    | ○ 3 - 1 明徳義塾               | 優勝     |
| 2008年（第80回大会） | 沖縄尚学（3年ぶり4回目）     | 準々決勝 | ○ 4 - 2 天理                   | 優勝     |
| 2008年（第80回大会） | 沖縄尚学（3年ぶり4回目）     | 準決勝   | ○ 4 - 2 東洋大姫路             | 優勝     |
| 2008年（第80回大会） | 沖縄尚学（3年ぶり4回目）     | 決勝     | ○ 9 - 0 聖望学園               | 優勝     |
| 2009年（第81回大会） | 興南（26年ぶり3回目）        | 1回戦    | ● 0 - 2 富山商                 | 初戦敗退 |
| 2010年（第82回大会） | 嘉手納（初出場）             | 1回戦    | ● 0 - 4 花咲徳栄               | 初戦敗退 |
| 2010年（第82回大会） | 興南（2年連続4回目）         | 1回戦    | ○ 4 - 1 関西                   | 優勝     |
| 2010年（第82回大会） | 興南（2年連続4回目）         | 2回戦    | ○ 7 - 2 智弁和歌山             | 優勝     |
| 2010年（第82回大会） | 興南（2年連続4回目）         | 準々決勝 | ○ 5 - 0 帝京                   | 優勝     |
| 2010年（第82回大会） | 興南（2年連続4回目）         | 準決勝   | ○ 10 - 0 大垣日大              | 優勝     |
| 2010年（第82回大会） | 興南（2年連続4回目）         | 決勝     | ○ 5 - 0 日大三（延長12回）     | 優勝     |
| 2013年（第85回大会） | 沖縄尚学（5年ぶり5回目）     | 1回戦    | ● 2 - 11 敦賀気比              | 初戦敗退 |
| 2014年（第86回大会） | 沖縄尚学（2年連続6回目）     | 1回戦    | ○ 1 - 0 報徳学園               | ベスト8  |
| 2014年（第86回大会） | 沖縄尚学（2年連続6回目）     | 2回戦    | ○ 8 - 1 白鷗大足利             | ベスト8  |
| 2014年（第86回大会） | 沖縄尚学（2年連続6回目）     | 準々決勝 | ● 2 - 6 豊川                   | ベスト8  |
| 2014年（第86回大会） | 美里工（初出場）             | 1回戦    | ● 2 - 4 関東第一               | 初戦敗退 |
| 2015年（第87回大会） | 糸満（初出場）               | 1回戦    | ● 2 - 7 天理                   | 初戦敗退 |
| 2021年（第93回大会） | 具志川商（21世紀枠・初出場） | 1回戦    | ○ 8 - 3 八戸西                 | 2回戦    |
| 2021年（第93回大会） | 具志川商（21世紀枠・初出場） | 2回戦    | ● 4 - 8 福岡大大濠（延長11回） | 2回戦    |
| 2023年（第95回大会） | 沖縄尚学（9年ぶり7回目）     | 1回戦    | ○ 4 - 3 大垣日大               | 3回戦    |
| 2023年（第95回大会） | 沖縄尚学（9年ぶり7回目）     | 2回戦    | ○ 3 - 1 クラーク国際           | 3回戦    |
| 2023年（第95回大会） | 沖縄尚学（9年ぶり7回目）     | 3回戦    | ● 0 - 1 東海大菅生             | 3回戦    |
| 2025年（第97回大会） | 沖縄尚学（2年ぶり8回目）     | 1回戦    | ○ 6 - 3 青森山田               | 2回戦    |
| 2025年（第97回大会） | 沖縄尚学（2年ぶり8回目）     | 2回戦    | ● 7 - 8 横浜                   | 2回戦    |
| 2025年（第97回大会） | エナジックスポーツ（初出場） | 1回戦    | ○ 8 - 0 至学館                 | 2回戦    |
| 2025年（第97回大会） | エナジックスポーツ（初出場） | 2回戦    | ● 4 - 9 智弁和歌山             | 2回戦    |

## 通算成績
| 出場 | 試合 | 勝利 | 敗戦 | 引分 | 勝率 | 優勝 | 準優勝 | ベスト4 | ベスト8 |
| ---- | ---- | ---- | ---- | ---- | ---- | ---- | ------ | ------- | ------- |
| 38   | 68   | 33   | 35   | 0    | .485 | 3    | 0      | 1       | 3       |

## 学校別成績
| 校名               | 出場 | 直近出場 | 勝敗    | 最高成績 | 前身校 |
| ------------------ | ---- | -------- | ------- | -------- | ------ |
| 沖縄尚学           | 8回  | 2025年   | 17勝6敗 | 優勝2回  | 沖縄   |
| 興南               | 4回  | 2010年   | 5勝3敗  | 優勝1回  |        |
| 豊見城             | 4回  | 1978年   | 3勝4敗  | ベスト8  |        |
| 沖縄水産           | 3回  | 1998年   | 1勝3敗  | 2回戦    |        |
| 宜野座             | 2回  | 2003年   | 3勝2敗  | ベスト4  |        |
| 首里               | 2回  | 1969年   | 0勝2敗  | 初戦敗退 |        |
| 普天間             | 1回  | 1971年   | 1勝1敗  | 2回戦    |        |
| 八重山商工         | 1回  | 2006年   | 1勝1敗  | 2回戦    |        |
| 具志川商           | 1回  | 2021年   | 1勝1敗  | 2回戦    |        |
| エナジックスポーツ | 1回  | 2025年   | 1勝1敗  | 2回戦    |        |
| 那覇               | 1回  | 1960年   | 0勝1敗  | 初戦敗退 |        |
| コザ               | 1回  | 1965年   | 0勝1敗  | 初戦敗退 |        |
| 真和志             | 1回  | 1970年   | 0勝1敗  | 初戦敗退 |        |
| 名護               | 1回  | 1972年   | 0勝1敗  | 初戦敗退 |        |
| 前原               | 1回  | 1973年   | 0勝1敗  | 初戦敗退 |        |
| 読谷               | 1回  | 1992年   | 0勝1敗  | 初戦敗退 |        |
| 那覇商             | 1回  | 1994年   | 0勝1敗  | 初戦敗退 |        |
| 浦添商             | 1回  | 1997年   | 0勝1敗  | 初戦敗退 |        |
| 嘉手納             | 1回  | 2010年   | 0勝1敗  | 初戦敗退 |        |
| 美里工             | 1回  | 2014年   | 0勝1敗  | 初戦敗退 |        |
| 糸満               | 1回  | 2015年   | 0勝1敗  | 初戦敗退 |        |